# 烏爾菲拉
乌尔菲拉（Ulfilas或Wulfila，希腊语:Οὐλφίλας, Οὐρφίλας；310年—383年）是哥特主教和基督教阿利乌教派传教士。他是《哥特圣经》的译者，也是哥特字母的创造者。乌尔菲拉將基督教傳到哥德等日耳曼部落。

## 经历
烏爾菲拉的母親原是信奉基督教的羅馬帝國的臣民（為希臘語小亞細亞人），但家人為四處擄掠的西哥德人擄到西哥德境內（大概位於今日羅馬尼亞與匈牙利一帶）。他後來成為一位哥德人之妻室。她雖居異邦，仍然親自傳授子弟以希臘文與宗教文化。烏爾菲拉就在這樣的環境下受教育。也在這樣的環境下長大後，被送至康士坦丁堡處理關於哥德人的一些相關事情，同時進入教會服務。於公元341年，他受康士坦丁堡教會封為哥德主教，然後就前往哥德人地區傳教，幾乎半個世紀。因為他自幼年就在哥德地區長大，語文便利，傳教獲得空前絕無的大成功。他不但在哥德傳教，還編造哥德文字，教化當地的人民。公元370年，他還將基督徒用的希伯來文圣经翻譯成哥德文。由于烏爾菲拉在康士坦丁堡進修的時候，皇帝以及教會都是阿里烏派，所以他的哥德信徒全部是阿里烏派，保留相當多原來的信仰文化，形成一種混合式的信仰。到狄奧多西當皇帝的時候，他極力剷除異教以及阿里烏派異端。後來闖入帝國境內的哥德人就是阿里烏派的基督徒。
當它們自立稱王的時候，為拉攏人心，尚得宣告改宗為主流基督教徒。信仰相異也是哥德蠻邦人與那羅馬境內的民產生衝突的主要原因之一。這種衝突直到哥德人、倫巴底人改宗為主流的基督教信徒後才逐漸和緩，之後便消失於無形。

## 影响
哥德人入侵羅馬帝國的同時，四處搶奪財物，甚至佔領了羅馬稱王封侯，但同時，卻從無摧毀教堂，另立了哥德人神廟。這完全是因為入侵的哥德人幾乎全部信奉基督教阿利乌教派，他們認為耶穌是最高受造物，但不是上帝。他們進入教堂依舊習慣性的以禮尊敬耶穌，並因教堂的莊嚴而產生敬畏的心。